# 箭毒蛙鹼
箭毒蛙鹼（英語：Batrachotoxin，縮寫：BTX）是一種極強的心臟和神經毒性甾體生物鹼，存在於某些甲蟲、鳥類和青蛙物種中。這個名字來自希臘詞「βάτραχος」，意思即為「青蛙」。與此結構相關的化合物通常統稱為箭毒蛙鹼，它是一種劇毒的生物鹼，在某些青蛙中，這種生物鹼主要存在於皮膚上，這種青蛙是美洲原住民用於製作毒鏢的青蛙之一。箭毒蛙鹼與神經細胞的鈉離子通道結合，並使其不可逆轉地打開，阻止它們關閉，導致癱瘓和死亡，目前沒有任何已知的解毒劑。

## 歷史
Batrachotoxin是由Fritz Märki和Bernhard Witkop在美國馬里蘭州貝塞斯達國立衛生研究院的國立關節炎和代謝疾病研究所發現的。Märki和Witkop於1963年從雙色葉狀藻中分離出強毒性生物鹼成分，並確定了其化學性質。他們分離出四種主要的有毒甾體生物鹼，包括箭毒蛙鹼、異箭毒蛙鹼、偽箭毒蛙鹼和箭毒蛙鹼A。由於要處理如此強效的毒素很困難，而且可以收集到的數量很少，因此在全面的結構測定遇到了一些困難。然而，後來加入調查的Takashi Tokuyama將其中一種同源化合物箭毒蛙鹼A轉化為結晶衍生物，並用X射線衍射技術解析了其獨特的甾體結構(1968年)。比較箭毒蛙鹼和箭毒蛙鹼A衍生物的質譜和NMR光譜時，發現兩者俱有相同的甾體結構，箭毒蛙鹼是 帶有單個額外吡咯部分的箭毒蛙鹼A。

## 毒性
根據囓齒動物的實驗，箭毒蛙鹼是已知毒性最強的生物鹼之一：它在小鼠體內的靜脈注射半致死劑量為2-3 µg/kg。同時，它的衍生物batrachotoxinin A的毒性要低得多，半致死劑量為1000 µg/kg。
毒素通過葉箭毒蛙屬青蛙的背部和耳朵後面的腺體的無色或乳狀分泌物釋放。當青蛙激動、感覺受到威脅或感到疼痛時，毒素會通過幾條管道反射性地釋放出來。

### 神經毒性
箭毒蛙鹼是一種神經毒素，它會影響神經系統。由於可興奮細胞膜的鈉離子滲透性增加，神經功能取決於神經和肌肉纖維的去極化。脂溶性毒素如箭毒蛙鹼直接作用於參與動作電位產生的鈉離子通道，並改變它們的離子選擇性和電壓敏感性。箭毒蛙鹼不可逆地與鈉離子通道結合，導致通道中的構象發生變化，從而迫使鈉離子通道保持開放。箭毒蛙鹼不僅使電壓門控鈉離子通道保持打開狀態，而且還降低了單通道電導。換句話說，毒素與鈉離子通道結合，並以“全有或全無”的方式保持膜對鈉離子的通透。
箭毒蛙鹼對周圍神經系統(PNS)有直接的影響。PNS中的Batrachotoxin會增加靜息細胞膜對鈉離子的通透性（選擇性和不可逆），而不會改變鉀或鈣的濃度。這種鈉的流入使之前極化的細胞膜去極化。Batrachotoxin還通過增加通道對較大陽離子的通透性來改變離子通道的離子選擇性。電壓敏感的鈉離子通道在靜止膜電位下仍持續活躍。Batrachotoxin通過永久阻斷神經信號傳輸到肌肉來致死。
Batrachotoxin與神經細胞的鈉離子通道結合，且不可逆地打開鈉離子通道，並使其無法關閉，導致神經元不能再發送訊號而使之癱瘓。
雖然Batrachotoxin通常被歸類為神經毒素，但其對心肌有顯著的影響。這些作用類似於地高辛的心臟毒性作用，地高辛是一種在毛地黃植物中發現的毒藥。Batrachotoxin會干擾心臟傳導，引起心律不整、期外收縮、心室顫動和其他導致心臟驟停的變化。Batrachotoxin會誘導神經和肌肉中乙醯膽鹼的大量釋放以及對突觸小泡的破壞。Batrachotoxin R比與其相關的Batrachotoxin A毒性更大。
神經和肌肉的結構變化是由於鈉離子的大量流入導致通透性改變。有人提出可能對中樞神經系統(CNS)也有影響，儘管目前尚不清楚這種影響可能是什麼。
Batrachotoxin的活性與溫度有關，在37°C(99°F)時活性最大。它的活性在鹼性pH值下也更大，這表明未質子化的形式可能更具活性。

## 治療
目前，尚無治療箭毒蛙鹼毒素中毒的有效解毒劑。藜蘆鹼、烏頭鹼和梫木毒素（如箭毒蛙鹼）是脂溶性毒物，它們同樣會改變鈉離子通道的離子選擇性，表明它們是作用在共同的部位。由於這些相似性，箭毒蛙鹼中毒的治療最好可以仿照以上其中一種毒藥的治療方式。例如可以仿照洋地黃中毒的治療方式，因為它也會產生一些類似的心臟毒性作用。
雖然它不是解毒劑，但可以通過河豚毒素（一種非競爭性抑制劑）或石房蛤毒素來防止或逆轉膜的去極化。某些麻醉劑可以作為這種生物鹼毒物的受體拮抗劑，而其他局部麻醉劑可通過作為競爭性拮抗劑完全阻斷其作用。

## 外部連結
- 维基共享资源上的相關多媒體資源：箭毒蛙鹼